# Islam en Estados Unidos
Desde los años 1880 hasta 1914, varios miles de musulmanes inmigraron a Estados Unidos desde el imperio otomano, y desde algunas zonas de Asia del Sur; no formaron asociaciones distintivas, y probablemente simplemente se incorporaron al resto de la sociedad. Muchos esclavos que se llevaron a la América colonial desde África eran musulmanes; esta cifra se estime entre el 15 y el 30 por ciento.